# ヒエ
ヒエ（稗、穇、英名：Japanese barnyard millet、学名：Echinochloa esculenta (A. Braun) H. Scholz (1992)）は、イネ科ヒエ属の多年草。アイヌ語ではピヤパ。

## 概要
原産は中国であり、日本には古く渡来した。
イヌビエ （zh:稗）E. crus-galli (L.) Beauv (1812) より栽培化され、穎果を穀物として食用にする農作物である。栽培化が行われたのは日本列島を含む東アジア領域と推測されている。
日本列島、朝鮮半島、中国東北部といった東北アジアを中心に栽培される品種群と、中国雲南省を中心に栽培される麗江ビエの2大品種群に分かれる。インドで栽培されるインドビエ  E. frumentacea (Roxb.) Link (1827) は、しばしばヒエと同一視されるが、これはコヒメビエ E. colona (L.) Link (1833) を栽培化したもので、異なる種である。さらにヒエ属の栽培種として、タイヌビエ E. oryzicola (Vasing.) Vasing. (1934) の栽培型であるモソビエ（未記載種）が、中国雲南省の少数民族モソ人によってヒエ酒（蘇里瑪酒・スーリマ酒）醸造用に栽培されている。
ヒエ属の利用には栽培化されていない野生種の種実を採取して食用とする文化も知られており、サハラ砂漠以南のアフリカ、ニジェール川では、バンバラ語で「ブルグ(英語版記事)」E. stagnina (Koen.) Beauv. (1812)と呼ばれる浮き稗など数種が利用されている。アフリカにおけるブルグは、増水期の水位の上昇に対応して成長する。漁民が穂を棒状のもので叩き種子を船の中へ入れる原始的な方法で収穫し、粥として利用する他、水位の下がる2月ころ、フルベ族が茎を牛へ食べさせる。さらに同時期に、若干の糖分が出る稈は人間が集め、天日で干し軽く焙って粉にした飲料が好まれていた。これはソンガイ語でクンドゥ(ブルグ)ハリ(水)と呼ばれる。
和名に「ヒエ」とつく雑穀にシコクビエEleusine coracana (Linn.) Gaertn.とトウジンビエPennisetum typhoideum Rich.がある。前者はオヒシバ属に、後者はチカラシバ属に属し、同じイネ科ではあるがヒエとは縁遠い植物であり、外観も大きく異なる。調理形態もヒエが主に粒食であるのに対して、これらは粉食が主流である。
日本ではかつて重要な主食穀物であったが、昭和期に米の増産に成功したことで消費と栽培が廃れ、米農家からは雑草として扱われており、専用の除草剤も市販されている。現代の日本では小鳥の餌など飼料用としての利用が多い。
最近では、優れた栄養価を持ち、また食物繊維も豊富なことから健康食品として見直されつつある。米や小麦に対する食物アレルギーの患者のための主食穀物としての需要も期待されている。しかし、食用としては栽培している農家が少ないため、大麦やアワに比べて高価になっており、使用頻度は少ない。

## 形態

### 花と果実
小穂は2枚の苞穎（ほうえい）とそれに抱かれた2個の小花からなり、下位の小花は不稔（ふねん、種をつけないこと）である。小花は外穎（がいえい）と内穎（ないえい）に包まれ、その中に鱗被（りんぴ）、雌蕊、雄蕊を持つ。下位の不稔の小花の内穎は退化し、外穎と癒合する傾向にある。これらの穎の全てが穎果（えいか）を保護するため、ヒエの穎果は5ないし6枚の穎（えい）によって覆われる。

ヒエでは硬化した内穎と外穎が強固に組み合っているため、内穎と外穎が比較的緩やかに組み合うアワやキビより、脱桴（だっぷ、穎の除去）しにくくなるため、ヒエ種子の保存性の高さや精白時に必要な多大の労力、歩留まりの悪さの原因となる。
穎に覆われた状態のヒエの穀粒は長さ2.3〜2.1mm、幅1.9〜2.1mm、重量3〜4mg。穂は密穂型、開散穂型、中間型の3型の品種群に分けられるが、系譜的には相互に関係性はない。
なお、ヒエの胚乳はアミロースを含む粳（うるち）性のみで、アミロペクチンのみを持つ糯（もち）性の品種はこれまでなかったが、岩手大学農学部の星野次汪教授が、ガンマ線の照射による突然変異により、完全な糯種を作ることに成功したと2006年12月21日に発表し、2012年に「長十郎もち」として品種登録した。長十郎もちは約180㎝の長稈でありコンバインでの収穫に不向きだったため、岩手大学はさらに選抜した短稈種「なんぶもちもち」を2013年に品種登録申請し、2015年4月10日に登録された。

## 栽培
畑でも水田でも栽培が可能であり、日本では縄文時代の前期から冷涼な北海道と東北地方で栽培された。近現代でも明治までは東北地方の山間部や関東地方の畑作地帯などをはじめ全国的に主食用として栽培されていた。
青森県の弘前周辺のような穀倉地帯では、普段より白米が食されていたが、より冷涼な下北半島では水田でイネだけではなくヒエも栽培されており、1890年（明治23年）の統計では、その比率は稲田:2に対し稗田:8の割合であった。
現在は住宅地になっている東京都杉並区では大正期から少しずつ蔬菜の栽培が増加し、都市近郊の野菜栽培農家に転換したが、それ以前はヒエなどの穀物を栽培し、日常食はヒエとムギで、米は少し入れる程度であった。南多摩郡でも商品作物であるサツマイモとジャガイモが増加し、1935年（昭和10年）の作付けの統計ではヒエは姿を消した。
また、岩手県の県北地方でもヒエの栽培が盛んで、南部盆歌に「南部よいとこ 粟めし稗めし のどにひっからまる 干菜汁」と唄われた。

## 利用

### 調製
収穫した穀物は脱穀（穂からの穀粒の離脱）、脱稃（穎の除去）、精白（糠層の除去）を経なければ、食用とすることはできない。ヒエの場合、穂を叩いて脱穀した後の処理に、伝統的手法として黒蒸し法、白乾し法があり、比較的歴史が新しいものに白蒸し法がある。
もっとも単純な方法が白乾し法であり、アワやキビといった多くの雑穀の調製法と同じ手法による。これは乾燥した穎果（玄ヒエ）をそのまま搗臼や精白機で処理するもので、きれいな白い精白ヒエが得られる。しかし、アワやキビよりも穎果を覆う穎の数が多く、頑丈に包まれているヒエの場合、穀粒から穎が十分剥がれるまで時間がかかる。そのため、早く穎が剥がれた穀粒が搗精の衝撃によって砕けやすく、歩留まりが悪い。
こうした点を改良した手法が黒蒸し法である。これは充分に水に浸した玄ヒエを蒸篭で蒸し、これを乾燥してから搗精する一種のパーボイルド法である。これによって得られた精白ヒエは黒っぽくて外見は悪いが、白乾し法より容易に穎が剥がれるため歩留まりが良く、しかも蒸す工程で糠層のビタミン類が胚乳に移行して栄養価の向上が起こる。

### 食用

#### 日本本土
日本における主食としての調理法は「ごはん系」「かゆ系」「しとぎねりもち系」の3系統が主流である。
- ごはん系

そのまま単独で炊飯（ひえめし）する他に、米や他の雑穀と混炊したり、昆布や大根を混ぜて炊く。ただ、粘りが無くモソモソした舌触りなので、喉につかえやすい。そこで食べやすくするために味噌汁をかけるか、摩り下ろしたヤマノイモをかけるなどの工夫がされた。岩手県では、ヒエのとろろめしを「神楽飯」と呼ぶ。「ひえ・とろろ」と早口で言えば、神楽のお囃子の篠笛の音のように聞こえるからである。
- かゆ系

そのまま粥に炊く（ひえがゆ）。他に、岩手県の二戸地方ではおからを入れて粥に炊く「きらずきゃこ」がある。
- しとぎねりもち系

精白したヒエを製粉し、水で練ったものを囲炉裏の灰に埋め、焼いて食べる調理法である。岩手県北地方の「ひえしとぎ」など。
- その他

マタギの携行食としての「つつくるみ」など、いくつか特殊な調理法が知られる。

#### アイヌ
アイヌにとって最も重要な主食穀物がヒエであった（アイヌ料理の項参照）。
- チサッスイェプ

ごはんとして炊いたもの
- サヨ

粥

### 醸造
日本では北海道のアイヌで儀式に用いる酒、トノトをヒエで醸造する文化が知られる他、石川県白山周辺ではどぶ酒を醸造した。岩手県北上山地ではヒエから麹を作り、味噌、醤油、甘酒の醸造原料とした。
中国では雲南省のいくつかの少数民族が、タイヌビエの栽培型であるモソビエや、ヒエの雲南系統品種である麗江ビエを古くから栽培しており、民俗習慣に依存して、ヒエ酒の醸造原料として栽培が継続されている。
アイヌ、雲南省の少数民族双方において、ヒエで造る酒がもっとも美味であるとされており、東アジアの酒造り文化の歴史を考える上で、ヒエの潜在的な意義は決して小さくない。

### 飼料
脱穀した後に残ったヒエの茎や葉は、杭に縛り付けて乾燥させる。これを「ひえしま」という。乾燥させたものは牛馬の飼料に用いられた。

## 文化

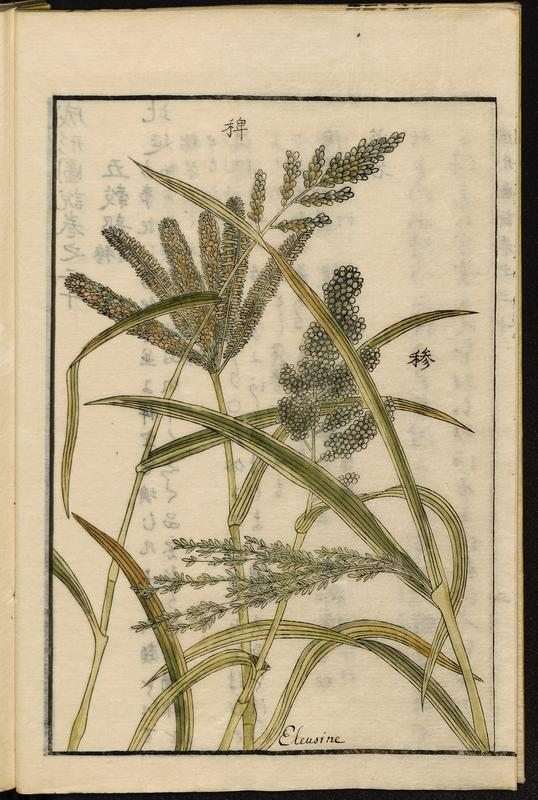
江戸時代の農業百科事典『成形図説』のイラスト（1804）

日本では古くから重要な主食穀物であったため、米、アワと並んで祭事において重要な役割を果たしてきた。宮中の新嘗祭に際しても用いられ、このために宮中に献上するヒエを青森県などで栽培する制度がある。天皇が神に捧げ、自らもこれを食べる穀物にヒエが含まれることは、ヒエが決して単なる米の代用食ではない意義を持っていたことを雄弁に物語る。アイヌにおいては最も神聖な穀物とされた。アイヌ神話には、文化神・オキクルミが自身の脛を断ち割り、その傷の中に天上界のヒエを隠して盗み出し、地上の人間に伝えたとの一節がある。
また、飢饉の際の非常食として高く評価されており、二宮尊徳が農民達の反対を押し切ってヒエの栽培を奨励したおかげで、天保の大飢饉の際に多くの農民が救われたといわれている。これは後述のように、冷害に強く、安定した生産量を確保することが容易だった反面、社会的な評価が低く、売却が困難であったため、結果的に一番貯蔵に回しやすい作物であったからであるといわれている。
その一方、伝統的な主食穀物の中では最も卑しめられていた側面もあり、食味の悪い貧しい者の食べる穀物とされることも多かった。これは、米の調理法の影響を受けた炊飯調理が粘り気のないヒエの調理法としては必ずしも適していなかったこと、冷害に強く安定した生産量を確保することが容易だった反面、米などに比べて生産性は必ずしも高くなかったこと、穎果の構造から「稗搗節（ひえつきぶし）」のような労働歌を生んだほど、脱稃・精白に重労働を要したことなどが要因として挙げられる。このため、貧困の辛い記憶と強く結びついた穀物となった。
さらに、栽培ヒエの原種であるイヌビエなど、野生種ヒエ属数種は主要な田畑の雑草であり、稲作がこれらの雑草の制圧に大きな労力を要したことも、ヒエに対する心象を悪くしている。
また、生産者の自給作物の側面が強かったため、その生産量に比して、流通量は必ずしも多くなかったと考えられる。
そのため、歴史的、文化的、経済的に重要度が極めて高い穀物でありながら、文字記録がヒエについて沈黙することも多く、その実像が不当に低く評価されている面がある。
現代の食文化に置いても、雑穀を混ぜた飯が栄養価の観点で観直されているが、上述のとおり栽培農家の少なさや加工の難しさから、どうしても高価な食材となってしまうため、ヒエは大麦やアワほどには利用されていないのが現状である。